# El Alia
El Alia (àrab: العالية, al-ʿĀliya) és una ciutat de Tunísia situada uns 20 km al sud-est de Bizerta, a la governació de Bizerta, capital d'una delegació o mutamadiyya homònima. La ciutat té una població de 16.819 habitants (2004). La delegació té 22.780 habitants (2004). Es correspon amb l'enclavament de l'antiga ciutat romana d'Euzalis. A la vora, uns 3 km al nord-est, hi ha la vila de Sidi Ali Echbab, formada entorn d'una zàuiya.

## Economia
Avui dia s'hi desenvolupa el turisme, procedent dels establiments de la costa a Ras el Djebel i Raf Raf.

## Administració
És el centre de la delegació o mutamadiyya homònima, amb codi geogràfic 17 63 (ISO 3166-2:TN-12), dividida en quatre sectors o imades:
- Sidi Ali Chabab (17 63 51)
- El Alia Nord (17 63 52)
- El Alia Sud (17 63 53)
- El Khetmine (17 63 54)

Al mateix temps, forma una municipalitat o baladiyya (codi geogràfic 17 20), que s'estén pels quatre sectors o imades de la delegació o mutamadiyya.